# Café (établissement)
Pour les articles homonymes, voir café (homonymie).

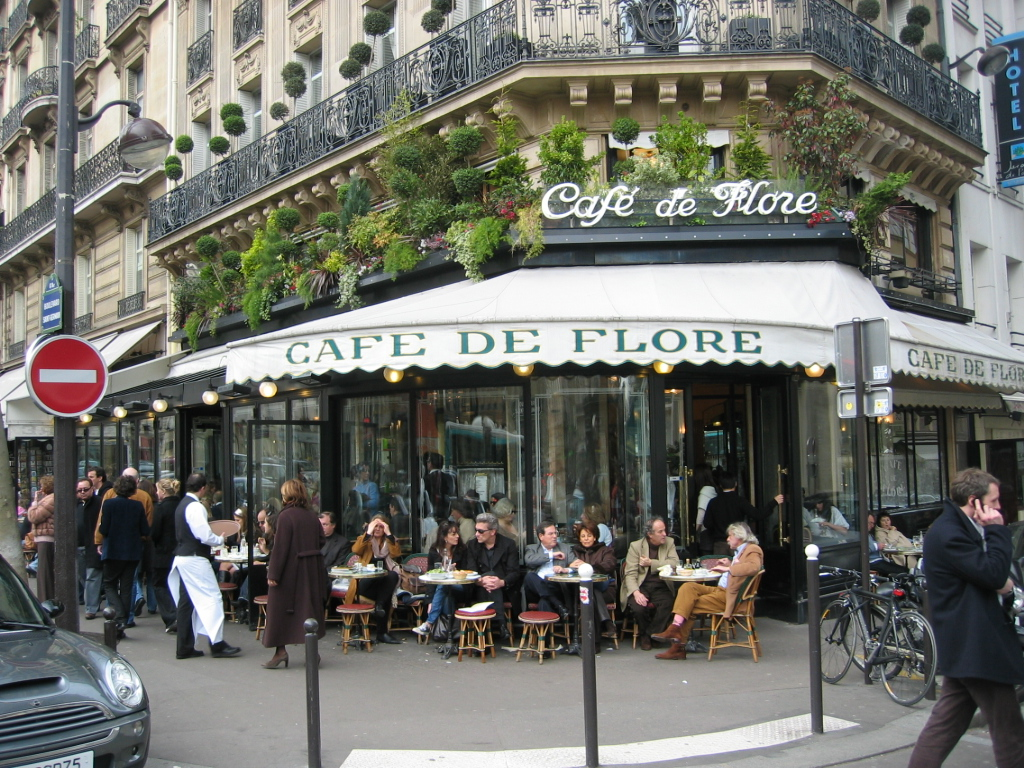
Le Café de Flore à Paris.

Un café est un établissement où l'on sert des boissons et des repas légers. Ce type d’établissement est parfois joint, en France, à un débit de tabac. 
Les synonymes varient selon l’ancrage culturel de leur public ou de leur implantation géographique : bar, bistrot, troquet, estaminet, débit de boisson , etc. Le café occupe dans de nombreuses cultures une fonction essentielle comme lieu de rassemblement collectif ou de détente individuelle. Le café est un lieu où l’on boit, un lieu bruyant, mais aussi un lieu où l’on se rencontre, où l’on parle, où l’on joue, un lieu de distraction, un lieu de travail, un lieu de culture.
Le café est à ne pas confondre avec le coffee shop, terme anglais se traduisant aussi par café, qui désigne un type d'établissement plus ou moins similaire dans les pays anglophones, mais peut aussi désigner dans certains pays comme aux Pays-Bas un établissement où la consommation de cannabis est tolérée. Les boissons et autres sont servis par des serveurs.

## Histoire

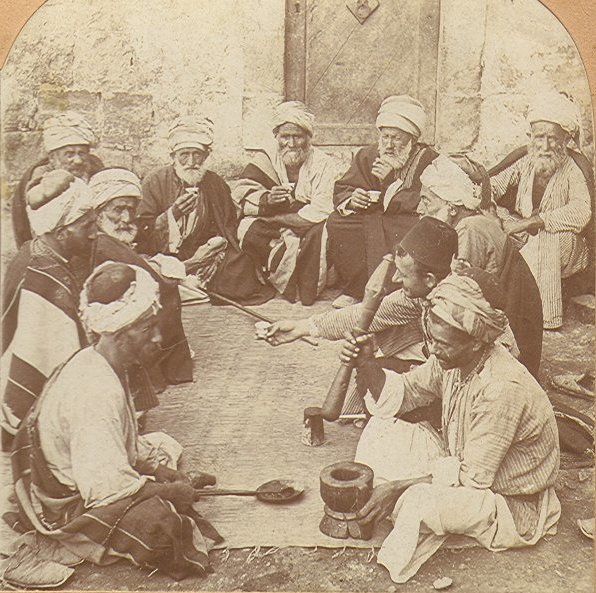
Café en Palestine au XIX.

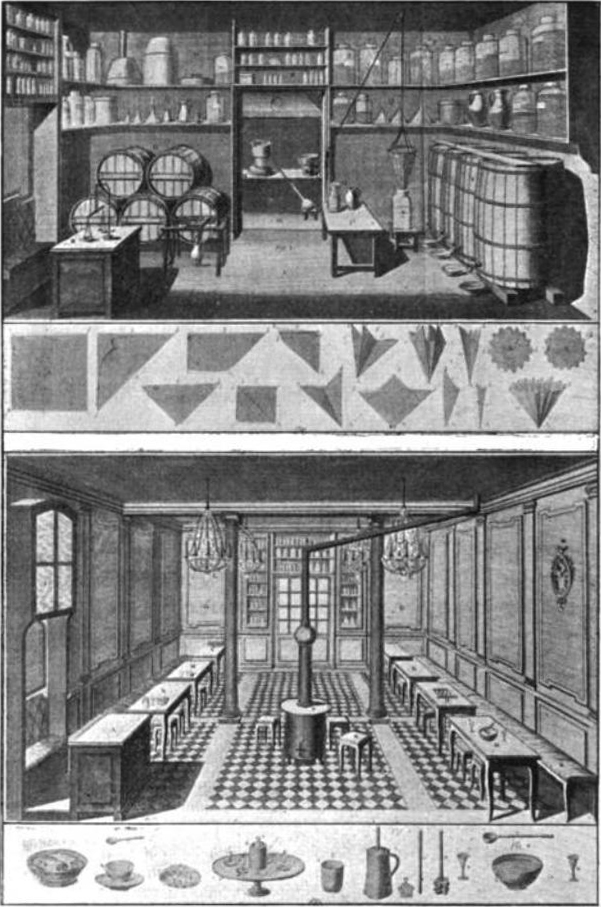
Un café du XVIIIe siècle.

La consommation de café prend place à l'origine au Moyen-Orient, au sein de la culture islamique. En Perse où l'usage du café était très ancien, les lieux où l'on servait du café étaient appelés, au XVIe siècle, en azéri : qahveh-khaneh. C'étaient des lieux de socialisation où les hommes pouvaient se rassembler pour boire du café, écouter de la musique, lire, jouer à des jeux de société, ou écouter la lecture du Shâh Nâmâ.

### L'Europe conquise par les cafés
Il existait avant l'établissement des cafés en Europe, des endroits de socialisation, par exemple des tavernes, où il était possible de consommer des vins et des boissons épicées.
Le café arrive en Europe au XVIe siècle. Le premier café y a vu le jour dans le despotat de Serbie à Belgrade en 1522 dans le quartier de Dorcol peu après que Soliman le Magnifique ait conquis la ville. La ville de Sarajevo prit le pli en 1592. La passion pour le moka gagne Venise en 1615 et le premier café n'ouvre à Vienne qu'en 1640. En Autriche, l'histoire des cafés commence avec la bataille de Vienne lorsque, une fois les Ottomans défaits, les Viennois s'emparent alors de sacs de fèves vertes qu'ils vont torréfier. En Allemagne, le premier café, le café Prinzess, ouvre en 1686 à Ratisbonne ; un autre ouvre l'année suivante à Hambourg. 
À Londres, où un domestique issu de la république de Raguse, Pasqua Rosée, ouvre en 1652 le premier café, le public apprécie le goût de ce nouveau breuvage, et par la suite, leur nombre augmente jusqu'à plus de 2 000 dans cette ville au cours du XVIIIe siècle. Il y avait deux conditions pour entrer dans un café anglais : un petit prix d'entrée – un penny (c'est le « salon du pauvre » selon l'expression de Joffre Dumazedier) et le port de vêtements respectables et propres, probablement afin d'éviter les plus pauvres. À part cette restriction, tout le monde y était le bienvenu, à la différence des gentlemen's clubs réservés à la bourgeoisie. Thomas Macauley écrit dans son roman History of England que le café est comme la seconde maison du Londonien, donc si par hasard un visiteur cherchait quelqu'un, il le trouverait non pas chez lui, mais au café qu'il fréquentait habituellement. Les cafés étaient au centre de la vie sociale. Personne ne pouvait persuader les habitués de ne pas s'y rendre.

### Les «cafés arméniens», de Marseille à Paris
En France, c'est Jean de la Rocque, négociant qui avait séjourné à Constantinople qui introduit la fève de café à Marseille vers 1644, mais c'est seulement vers 1660 qu’il devient à la mode dans cette ville. Vers 1671, un Arménien du nom d'Harouthioun ou Pascal crée à Marseille le premier « café » : d'une modeste échoppe en plein vent, l'établissement prospère et déménage à Paris, à la Foire Saint-Germain, où il obtient un grand succès,,.. Après la fermeture de la foire, Pascal déplace son commerce sur le quai de l'École. Il y donnait une tasse de café pour deux sous six deniers. Mais le succès n'est plus au rendez-vous : l'établissement est seulement fréquenté par des Levantins et des chevaliers de l'ordre de Malte. Pascal ferme boutique et déménage à Londres où les coffee-houses sont déjà bien installées depuis 1652.
À Paris, un Levantin s'était établi, dès 1643, dans une des petites boutiques du passage qui conduisait de la rue Saint-Jacques au Petit-Pont et y débita du café sous le nom de cahove ou cahouet ; mais cette tentative n'eut aucun succès. Ce fut seulement en 1669 que l'usage du café se répandit à Paris, grâce à l'apport de la fève par Jean de Thévenot en 1657 et par l'intendant des jardins du sérail du sultan, Soliman Aga Mustapha Raca que Mehmed IV avait envoyé à Louis XIV comme ambassadeur extraordinaire et qui offrait à ses visiteurs du café dans des tasses de porcelaine fabriquées au Japon.
Son exemple fut suivi, mais seulement par les grands seigneurs, car la précieuse fève rare et recherchée valait alors quatre-vingts livres tournois (ou 4 louis d'or) le demi-kilo. Des envois importants et réguliers depuis l'Égypte et le Levant firent baisser sensiblement ce prix et le café en grains commença à se vendre dans plusieurs boutiques.
Trois ou quatre ans après, un autre Arménien, nommé Malisan, ouvrit un café rue de Bussy et y vendit aussi du tabac et des pipes. Ayant cédé son commerce à son garçon, Grégoire, originaire d'Ispahan, son successeur vendit son café à un compatriote nommé Makara et se transporta d'abord rue Mazarine, près de la rue Guénégaud, à côté du théâtre de la Comédie-Française. Lorsque Makara quitta cet emplacement pour aller à la rue des Fossés Saint-Germain (aujourd'hui rue de l'Ancienne-Comédie), en 1680, Grégoire le suivit et vint s'installer en face et y vit prospérer ses affaires.
Entre-temps un nommé Étienne, originaire d'Alep, avait ouvert un café rue Saint-André-des-Arts, en face du pont Saint-Michel. D'autres cafés ouvrirent, mais tous gardaient leur caractère oriental ; c'étaient des réduits obscurs où l'on fumait, où l'on prenait de la mauvaise bière et du café frelaté et la bonne société ne les fréquentait pas lorsqu'un Sicilien du nom de Francesco Procopio qui, en 1672, avait servi comme garçon chez Pascal l'Arménien ouvrit, en 1686, un café proposant boissons, sorbets, gâteaux et affichant les nouvelles du jour. En 1677, Procope était possesseur d'un café rue de Tournon, enfin en 1702, il acheta à Grégoire l'établissement situé en face de la Comédie-Française et qui porta désormais son nom, le Procope. Il le fit luxueusement décorer et eut bientôt une nombreuse clientèle. Le Procope vit dès lors défiler nombre des écrivains de la capitale, comme Voltaire, Diderot, Rousseau, puis les révolutionnaires, américains d'abord, comme Benjamin Franklin, John Paul Jones ou Thomas Jefferson, puis français, comme les cordeliers Danton et Marat. Il reste aujourd'hui un des rendez-vous parisien des arts et des lettres.
On pense qu'il y avait presque 3 000 cafés à Paris à la fin du XVIIIe siècle.

### Les plus vieux cafés
Même s'il est aujourd'hui devenu un restaurant, le Café Procope reste sans doute le plus ancien de Paris. Des cafés italiens du XVIIIe siècle perdurent également aujourd'hui : le Caffè Florian et le Caffè Quadri à Venise, le Caffè Gilli à Florence, le Antico Caffè Greco à Rome, le Caffè Pedrocchi à Padoue, le Caffè dell'Ussero à Pise et le Caffè Fiorio à Turin.

## Évolution de la place et du rôle du café dans la société

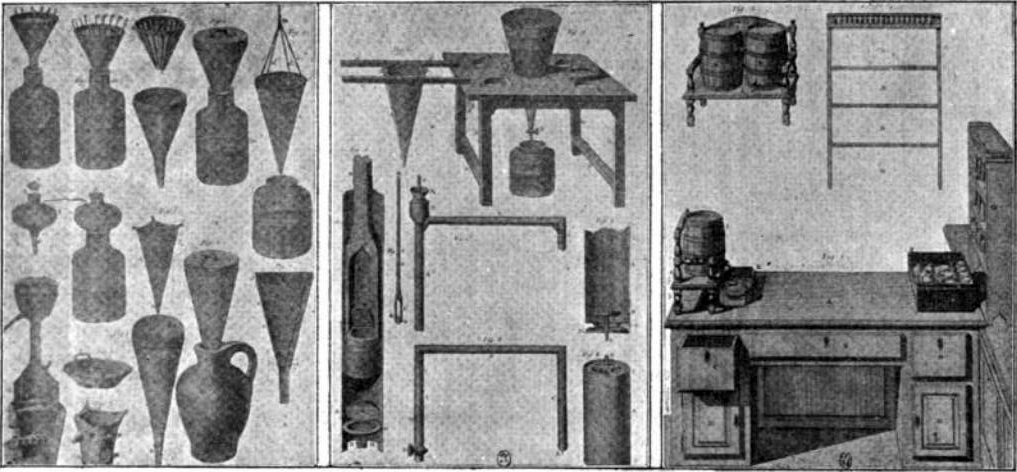
L'équipement du café au XVIIIe siècle.

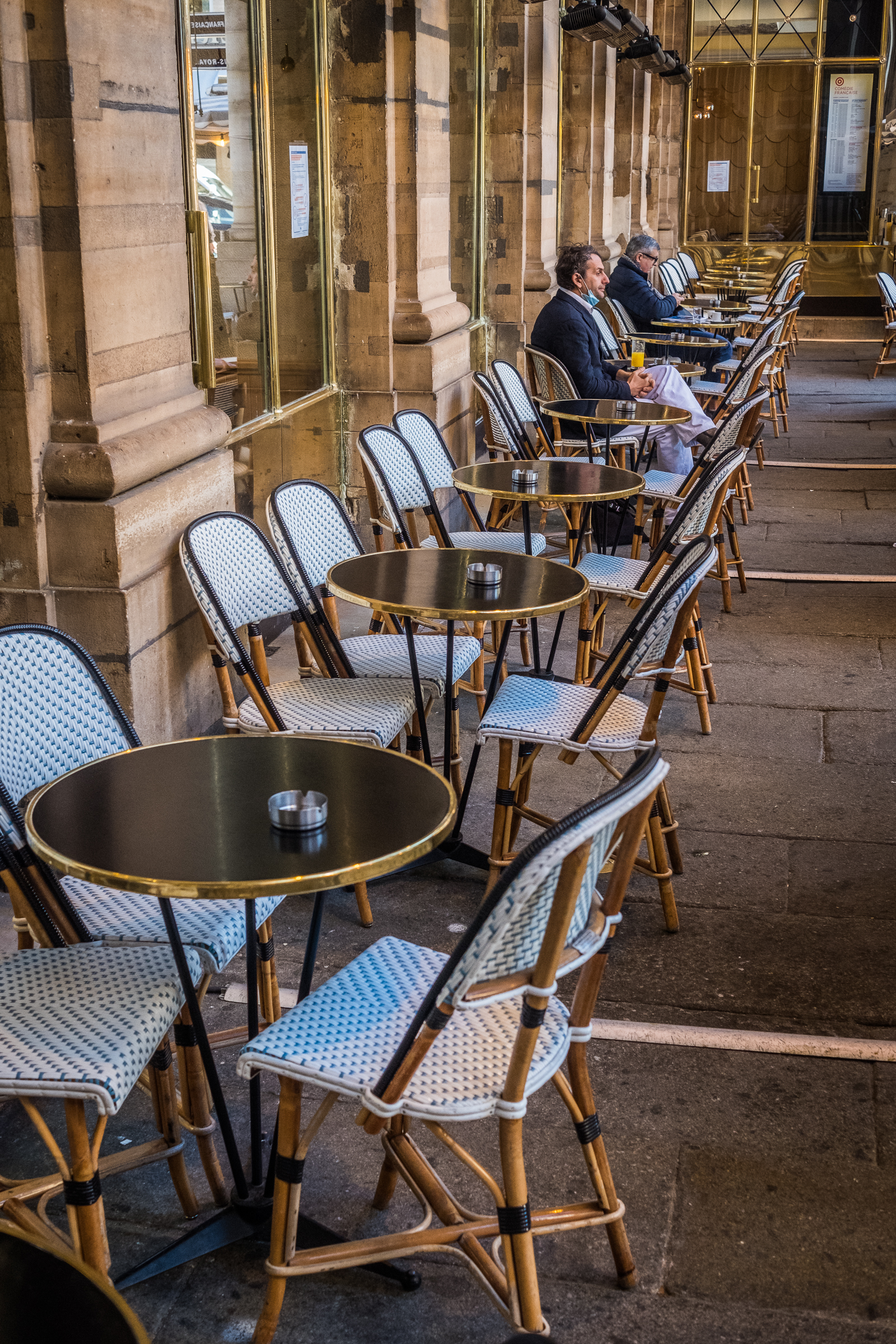
Terrasse de café parisien.

Le café au XVIIIe siècle devint un lieu de sociabilité important, dont la dimension sociale comptait parfois davantage que la qualité des boissons qui y étaient servies ainsi que l'affirmait Louis-Sébastien Mercier dans son Tableau de Paris, publié en 1783 : « On compte six à sept-cents cafés : c'est le refuge ordinaire des oisifs, et l'asile des indigents. […] En général, le café qu'on y prend est mauvais et trop brûlé ; la limonade dangereuse ; les liqueurs malsaines, et à l'esprit de vin : mais le bon Parisien, qui s'arrête aux apparences, boit tout, dévore tout, avale tout ».
Catalyseur du siècle des Lumières, période très importante dans la formation du monde qui a élaboré une nouvelle philosophie mettant l'accent sur la rationalité et la logique dans le but de battre en brèche la tradition, la superstition et la tyrannie qui régnaient alors, le café a changé le monde. Les cafés sont devenus très vite un centre de diffusion des nouvelles et actualités. Les cafés étant des centres de transmission des renseignements, les discussions intellectuelles y ont naturellement prospéré. Tout le monde avait droit à la parole dans les cafés, même s'ils n'étaient pas gentilshommes ou riches.
Dans ces lieux, on discutait et on se disputait à propos de tous les grands sujets, tels que la religion, la politique ou les arts. L'écrivain irlandais Jonathan Swift écrivit à un ami, à la suite d'une visite dans un café : « I am not yet convinced that any access to men in power gives a man more truth or light than the politics of a coffee house » (« Je ne suis toujours pas convaincu que les informations des hommes de pouvoir aient plus de vérité ou apportent plus de lumière que les discussions politiques d’un café »). C’est dans cette ambiance que les Lumières pouvaient promouvoir leur philosophie. Circulant plus ou moins librement dans les cafés, celle-ci a ouvert la voie à deux révolutions importantes, la Révolution française et la révolution américaine. D'ailleurs, durant leur séjour en France, les Insurgents américains John Paul Jones, Benjamin Franklin ou Thomas Jefferson fréquentèrent le café Procope. Ce dernier y conçut même — dit-on — son projet de constitution des États-Unis en 1758.

### Les cafés et les philosophes des Lumières

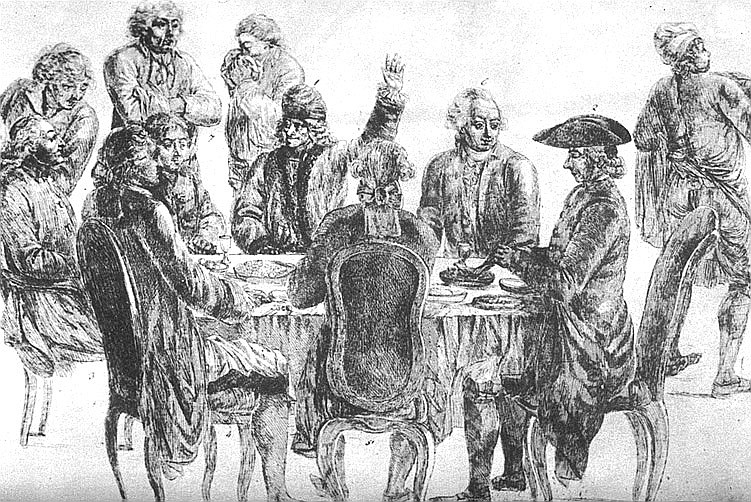
Voltaire et Diderot au Café Procope.

Parmi les Philosophes des Lumières anglais et français, on compte des habitués des cafés, d'après le témoignage de leurs œuvres ou dans leurs biographies : Anthony Collins, John Locke, Denis Diderot, Houdar de La Motte, Montesquieu, Voltaire ou Jean-Jacques Rousseau.
Dans une biographie d'Anthony Collins, on lit qu'il fréquentait les cafés où il pouvait discuter avec les déistes et les athées, ce qui lui a procuré beaucoup de plaisir. Dans son œuvre, le Neveu de Rameau, Denis Diderot évoque sa distanciation des événements et évoque le refuge donné par le café de la Régence où il pouvait jouer aux échecs et observer et converser avec tous, y compris avec des excentriques. Jean-Jacques Rousseau dans les Confessions, parle aussi de ses visites au café à toutes les heures de la journée. Il écrit : « Voltaire avait la réputation de boire 40 tasses de café chaque jour pour l'aider à rester éveillé pour penser, penser, penser à la manière de lutter contre les tyrans et les imbéciles ». Montesquieu, dans la 36e de ses Lettres persanes, écrit en parlant du café Procope : « [Il y a un établissement] où l'on apprête le café de telle manière qu'il donne de l'esprit à ceux qui en prennent ; au moins, de tous ceux qui en sortent, il n'y a personne qui ne croie qu'il en a quatre fois plus que lorsqu'il y est entré ».
Le café et les cafés ont donc fourni l'environnement nécessaire à la diffusion des pensées des philosophes des Lumières. Ils ont été deux catalyseurs du siècle des Lumières.

## Époque contemporaine

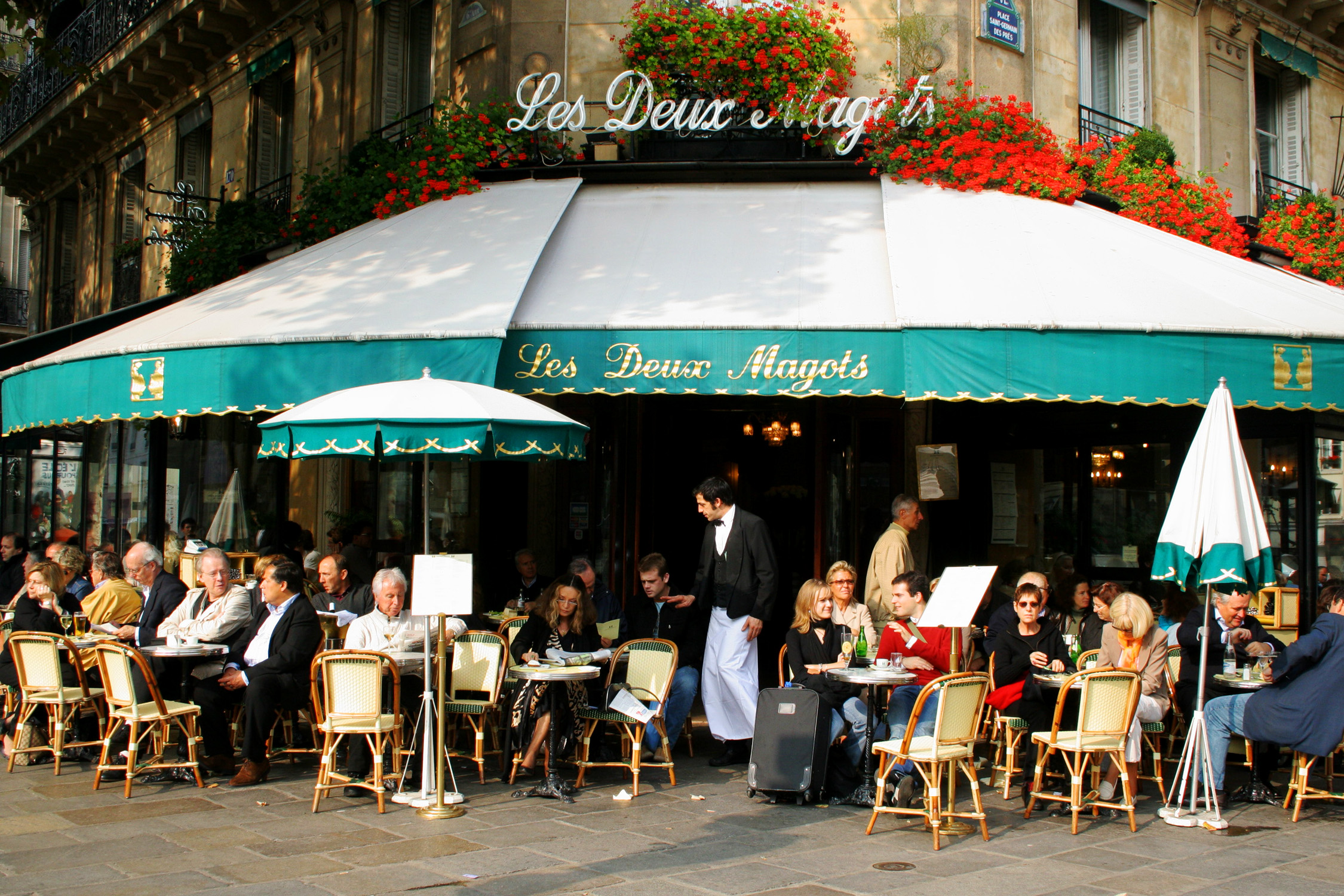
Les Deux Magots à Paris.

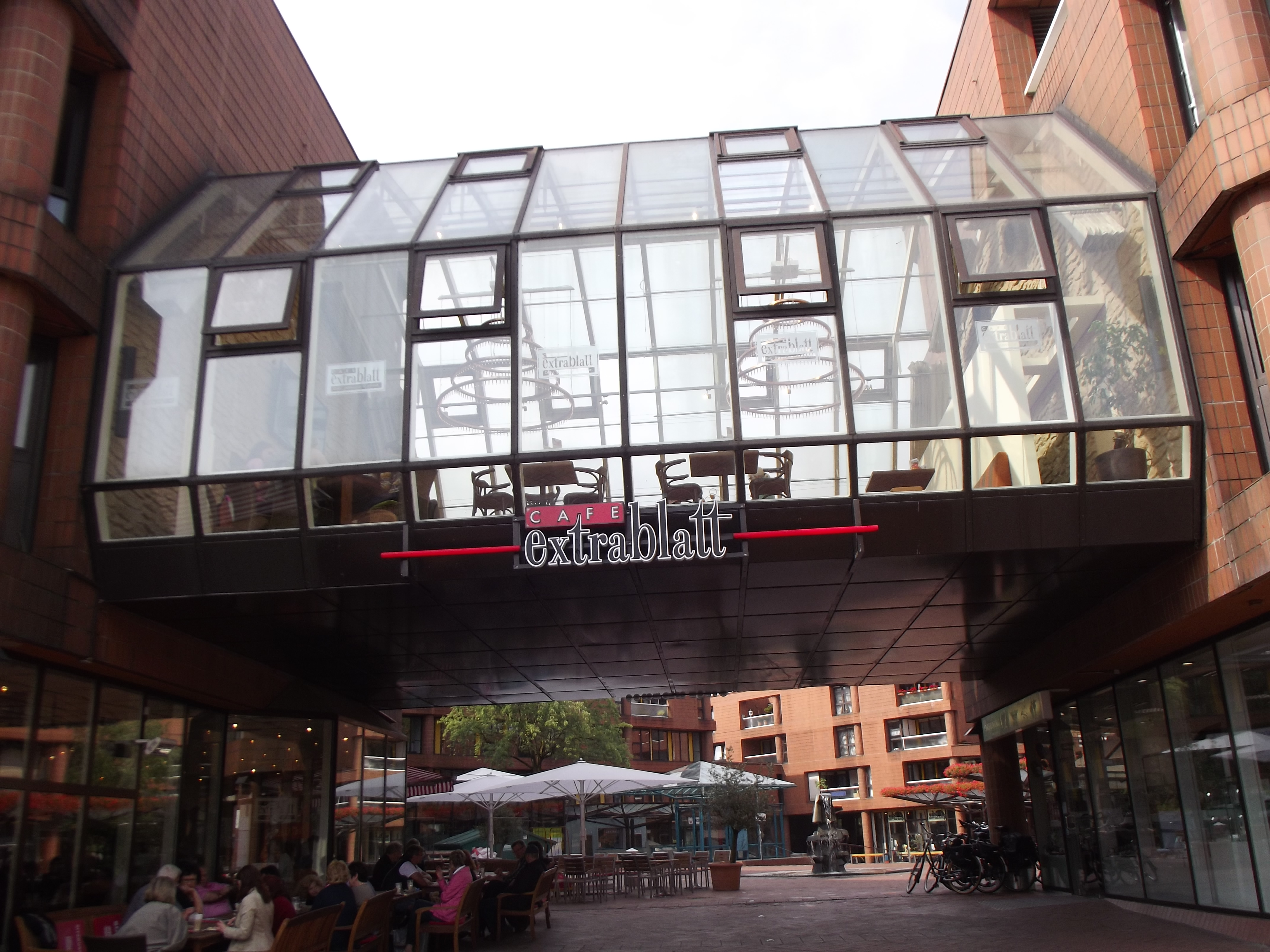
Café Extrablatt à Münster.

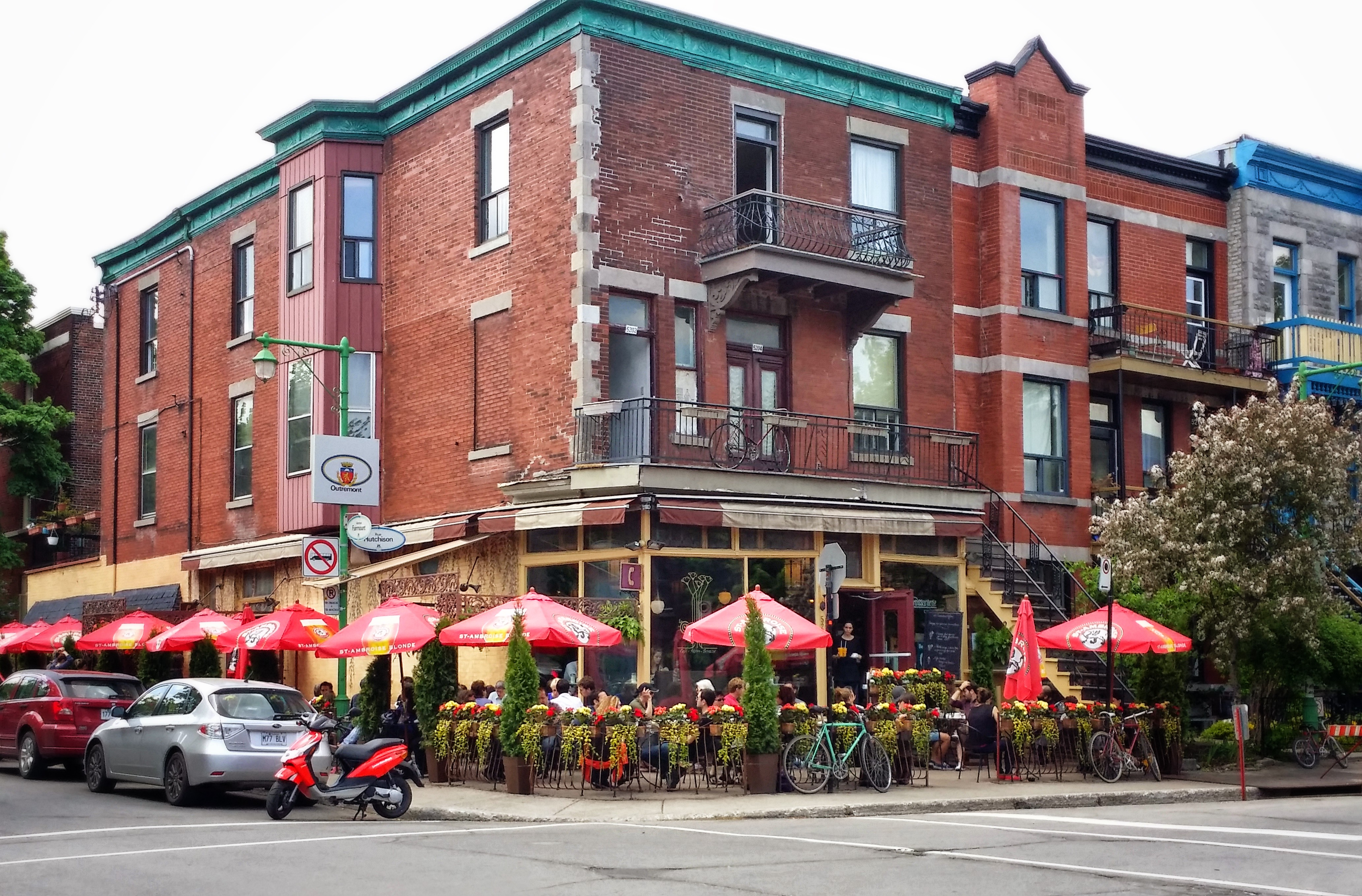
Un café à Montréal.

Parmi les cafés parisiens célèbres du XVIIIe et XIXe siècles, on peut citer le café Procope, le café de Foy, le café de la Régence, le café de la Vve Laurent (rue Dauphine), le Café Lamblin (ouverte en 1805) et le café Gradot (quai des Écoles, interdit aux femmes), qui étaient des lieux de conversation et de débats. Ils complètent la cartographie des espaces mondains et littéraires.
Les cafés parisiens sont également célèbres pour leurs chaises en rotin (ou en lames de Rilsan), appelées « chaises Drucker » (il existe plusieurs modèles, portant toutes un nom parisien : la Saint-Michel, la Haussmann, la Matignon, la Sorbonne, la Bercy, la Neuilly ou encore la Fouquet's) créées en 1885 dans un atelier de la rue des Pyrénées et de nos jours fabriquées à la main dans l'Oise par une quinzaine de personnes avec des lames de rotin d'Indonésie. D'autres éléments sont constitutifs du café traditionnel parisien, comme les guéridons au plateau émaillé, les comptoirs en étain, le cendrier Martini ou encore la pichette d'anisette Ricard.
Certaines villes ou quartiers sont très réputés pour leurs cafés :
- Paris : la Butte-aux-Cailles et Saint-Germain-des-Prés
- Montréal : le Plateau-Mont-Royal
- New York : Greenwich Village
- Liège : le Carré
- Vienne : Innere Stadt

En Amérique du Nord, les coffee shops sont des établissements équivalents mais au fonctionnement et à l'offre généralement différents, qui tiennent davantage du salon de thé que du café à la française, puisqu'on y trouve essentiellement des boissons chaudes et froides non alcoolisées et des pâtisseries et collations (on distingue ainsi le café du bar au Québec). Depuis les années 1980, de grandes chaînes ont émergé et dominent le marché :
- États-Unis : Starbucks, Coffee Bean & Tea Leaf, Peet's Coffee & Tea…
- Canada : Van Houtte, Dunkin Donuts, Tim Hortons, Starbucks, Starbucks Québec, Second Cup, PresseCafé, JavaU…

Avec la mondialisation de l'économie, certaines de ces grandes chaînes sont parties à la conquête du marché mondial, mais nonobstant la croissance rapide au niveau international, certaines se retrouvent confrontées à des difficultés économiques : l'enseigne canadienne Starbucks, par exemple, a annoncé le 1er juillet 2008, la fermeture de 600 de ses établissements dans son pays d'origine.
Aux Pays-Bas, dans certains cafés également appelés coffee shops, il est possible de commander avec sa boisson quelques drogues légales.
La France a compté entre les deux guerres jusqu'à 500 000 cafés, puis 200 000 dans les années 1950 et seulement 36 000 en 2008 (27 000 débits de boissons, 9 000 café-tabac, 72 % étant des entreprises individuelles). L'Institut de développement des cafés, cafés-brasseries et le Syndicat national des hôteliers, restaurateurs, cafetiers, traiteurs (Synhorcats), préconise pour enrayer cette baisse le développement de labels (« bistrot de pays » créé en 1993, « café de pays » créé en 2006), de bars à thèmes (par exemple : café culture, poésie, musique, ethnique et artistique), bars à vin, la multiplication d'animations et la diversification de l'offre (coupe-faim, tabletterie). 
Le café est un lieu majeur de la sociabilité sous toutes ses formes. Conscientes de l’importance des cafés pour la vie et la cohésion sociales, les administrations territoriales se battent aujourd’hui pour leur conservation. Le Ministère de la Cohésion des territoires lance en septembre 2019 l'opération « 1000 cafés », déléguée au groupe SOS, qui a pour objectif du lutter contre la désertification rurale en implantant dans des villages de moins de 3 500 habitants, des cafés multiservices. Depuis le 27 septembre 2024, les cafés sont inscrits à l'inventaire du patrimoine culturel immatériel en France.
Les cafés contemporains se développent surtout dans les centres-villes aux dépens des bistrots de quartier, dans le cadre de stratégie de revitalisation urbaine marquée par une double tendance, la « Starbuckisation » et la « loungisation » qui se caractérisent notamment par l'augmentation des prix qui entraîne une gentrification de la clientèle se retrouvant dans les cafés design, aux clients branchés, et les cafés faussement anciens, avec des références populaires ou bourgeoises.

## Réglementation et licences
Les cafés font l’objet d’une réglementation spécifique : le Code des débits de boissons, auquel s’ajoute un certain nombre d’articles du Code général des impôts.
Il existe plusieurs niveaux de licence en France : 
- licence de 1re catégorie (licence 1) qui autorise la vente de boissons non alcoolisées (supprimée en 2011) ;
- licence de 2e catégorie (licence 2) qui autorise la vente de boissons fermentées (bière) ;
- licence de 3e catégorie (licence 3) qui autorise la vente de boissons alcooliques comme le vin ;
- licence de 4e catégorie (licence 4) qui autorise la vente de spiritueux ;
- licence des boissons à emporter.

Pour avoir le droit d’exploiter une licence, il faut préalablement faire une déclaration auprès de l'administration fiscale et des douanes pour de l’alcool ou du tabac.

### Note
1. ↑  Chiffres Insee 2009, Démographie des entreprises et des établissements - champ marchand non agricole, Stocks d'entreprises : l'Insee différencie les débits de boissons à consommer sur place (cafés) et les débits de boisson à emporter (épiceries, cavistes), les restaurateurs et cafetiers vendant 8 % de l'alcool en France.

#### Les cafés comme lieux culturels
- Culture des cafés
- Café-concert
- Café littéraire
- Café philosophique
- Cybercafé
- Manga café
- Café chrétien
- Anti-Café